# آلفرد رالف
آلفرد رالف (انگلیسی: Alfred Rolfe) یک هنرپیشه و کارگردان پرکارِ دوران صامت سینما در استرالیا بود. وی داماد «آلفرد دامپی‌یر»، هنرپیشه مشهور و مالک یک سالن تئاتر در استرالیا بود.
امروزه، از لیست بلندبالای فیلم‌های او، تنها یک عنوان باقی‌مانده‌است.

## گزیدهٔ فیلم‌شناسی
- روز (۱۹۱۴)
- تقلب (۱۹۱۲)
- در آخرین لحظه (۱۹۱۱)